# David Hess
David Alexander Hess, más conocido como David Hess, es el nombre de un actor y cantautor estadounidense nacido el 19 de septiembre de 1936 y falleció el 7 de octubre de 2011.

## Carrera musical
En 1956, Hess grabó la versión original de la composición de Otis Blackwell "All Shook Up" bajo el nombre artístico de David Hill. Al año siguiente, la canción se convirtió en el éxito número uno de Elvis Presley.
Comenzó su carrera profesional como compositor de canciones para Shalimar Music en 1957. Compuso "Start Movin '" para Sal Mineo y "Rockin' Shoes" para los hermanos Ames. En 1959, grabó una versión de "Living Doll" de Cliff Richard para Kapp Records y se convirtió en una carta de colocación suave para él en las listas de Billboard de EE. UU. 
En 1969, se convirtió en jefe de A & R en Mercury Records en Nueva York. Allí se relacionó con el compositor clásico occidental John Corigliano, y juntos escribieron la ópera rock The Naked Carmen, ganadora del Grammy, que se convirtió en un gran éxito de la Semana del Ballet de Berlín en 1970.

## Carrera como actor
En 1972, su carrera se escindió en varias direcciones nuevas con su papel protagónico en el clásico de horror de Wes Craven The Last House on the Left, para el cual también compuso la banda sonora. En esa película, se observó que había sido un personaje imprudente y despiadado. 
Luego pasó a marcar Buck en The Edge of Heaven, una película para niños basada en una colección de historias de Jack London. La película ganó el premio mayor de cine y dirección en el Festival de Cine de Giffoni. También tuvo papeles en Hitchhike y The House on the Edge of the Park.
Una oferta de trabajo posterior de la afiliada alemana de PolyGram le dio a Hess la oportunidad de mudarse a Munich, Alemania, y una carrera multilingüe en doblaje de películas desde 1972 hasta 1976, lo que a su vez le llevó a escribir guiones para directores alemanes como Rainer Werner Fassbinder, Reinhard Hauff y su actual colaborador, Peter Schamoni.

## Muerte
Hess murió el 7 de octubre de 2011 debido a un ataque al corazón en California, tenía 75 años de edad.